# مهدی‌آباد (فنوج)
مهدی‌آباد یا گز مهراب خان، روستایی در دهستان فنوج بخش مرکزی شهرستان فنوج در استان سیستان و بلوچستان ایران است.

## جمعیت
بر پایه سرشماری عمومی نفوس و مسکن در سال ۱۳۹۵، جمعیت این روستا برابر با ۲۸۴ نفر (۷۷ خانوار) بوده‌است.